# Rangaeris trilobata
Rangaeris trilobata är en orkidéart som beskrevs av Victor Samuel Summerhayes. Rangaeris trilobata ingår i släktet Rangaeris och familjen orkidéer. Inga underarter finns listade i Catalogue of Life.